# Conséquences de la tempête Xynthia en France
Pour un article plus général, voir Tempête Xynthia.

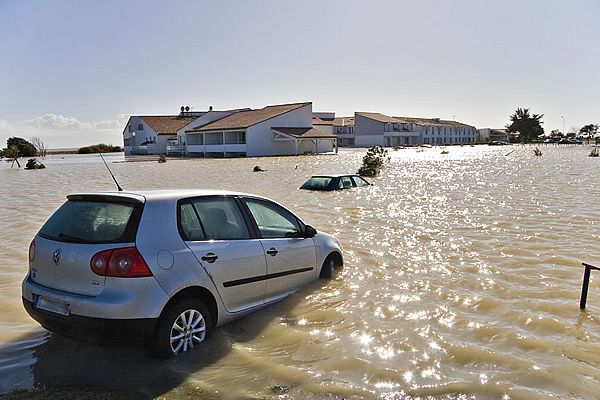
Inondations à la suite du passage de Xynthia à Sainte-Marie-de-Ré sur l'île de Ré (Charente-Maritime)

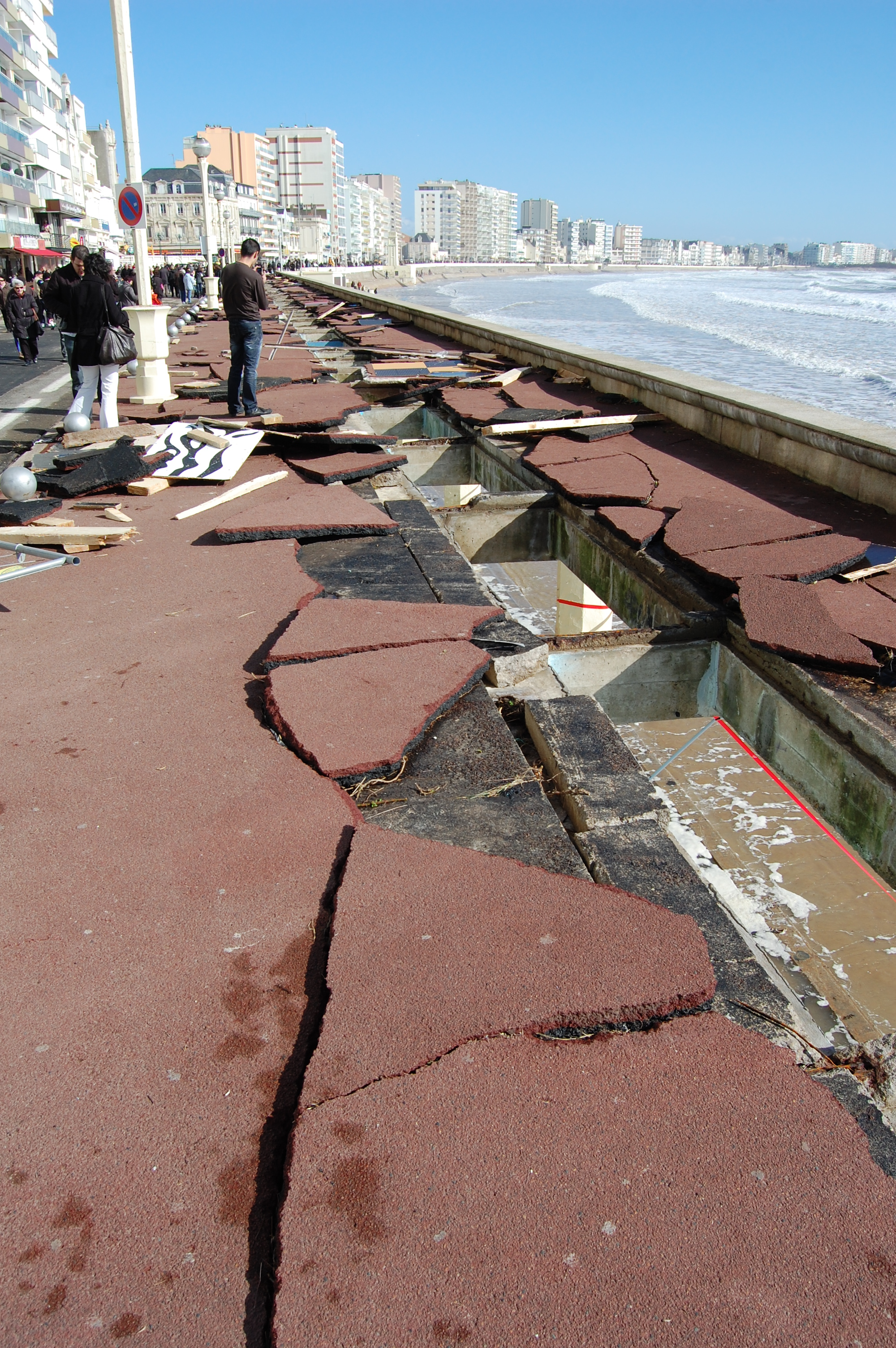
Dégâts sur le Remblai des Sables-d'Olonne (Vendée)

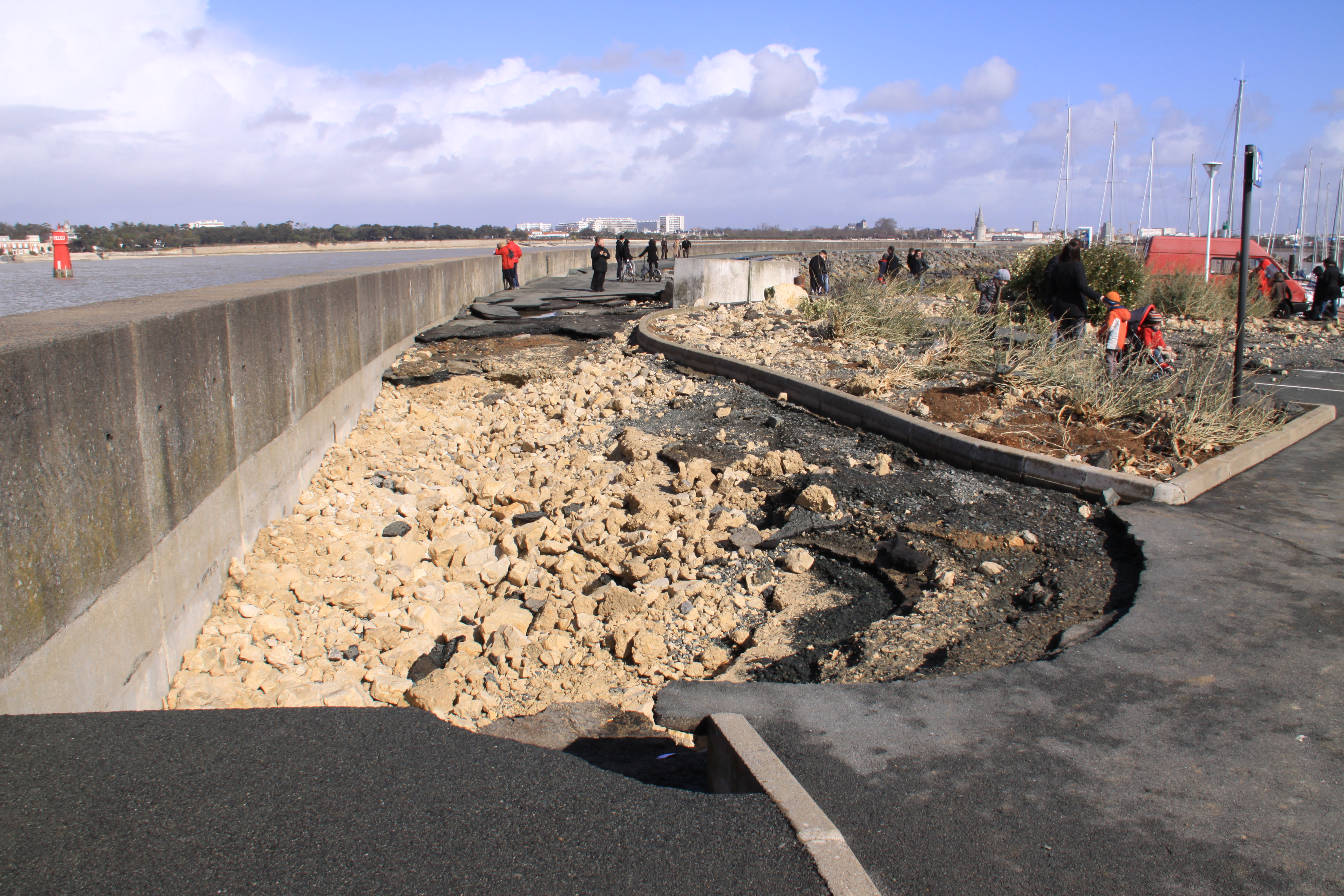
Digue partiellement détruite à La Rochelle (Charente-Maritime)

La tempête Xynthia est une dépression météorologique majeure, qui s'est abattue sur une partie de l'océan Atlantique puis de l'Europe et qui a balayé une grande partie de la France entre le 27 et le 28 février 2010. L'épisode de vents violents et l'onde de tempête, du fait de la conjonction avec de fortes marées (coefficient 102), et avec la pleine mer, ont provoqué une brutale et très forte submersion marine. Ce sont les départements littoraux qui furent le plus gravement affectés : principalement la Charente-Maritime et la Vendée ou certaines côtes furent dramatiquement inondées. Les régions françaises les plus fortement touchées sont le Poitou-Charentes, les Pays de la Loire, l'Aquitaine, la Bretagne et la Normandie.
Cette tempête a provoqué la mort de 52 personnes en France, dont 35 en Vendée (29 sur la seule commune de La Faute-sur-Mer). De très nombreux dégâts matériels ont été constatés, et de nombreuses personnes ont été déplacées à la suite des inondations,.
En France métropolitaine, la tempête Xynthia est considérée comme une catastrophe naturelle des plus violentes et des plus meurtrières depuis les deux tempêtes de décembre 1999. Elle fut un profond traumatisme psychologique social, et a eu de nombreuses conséquences économiques, environnementales, et sur la mise en place de la prévention des risques naturels.

## Les effets de l'événement en France

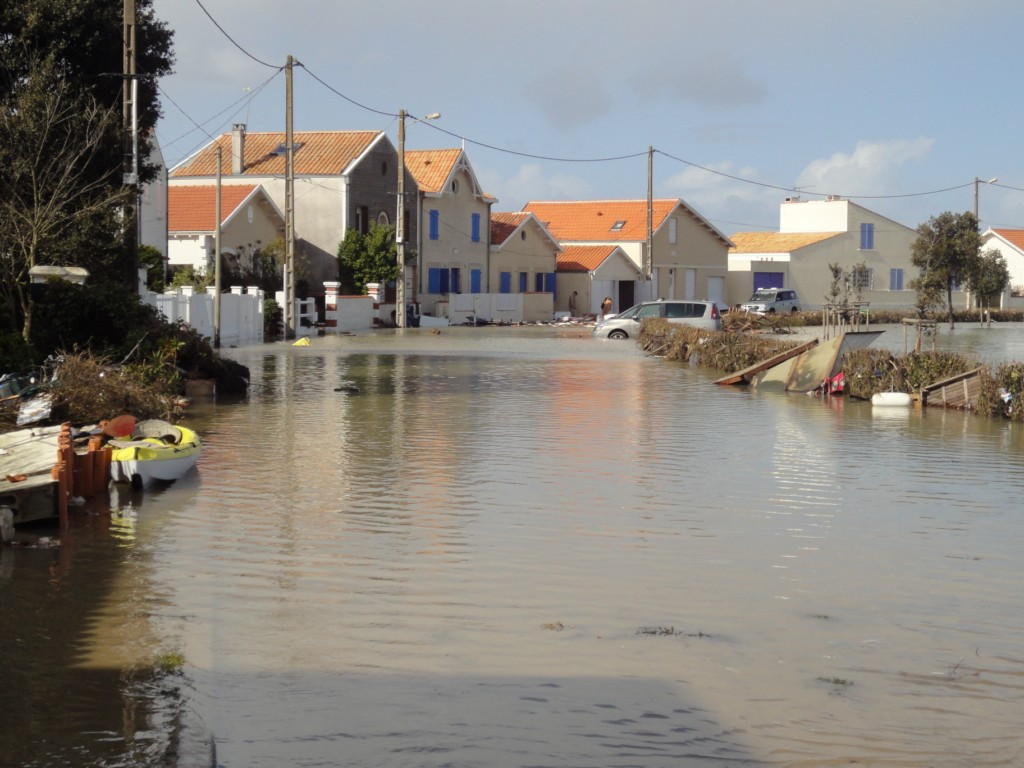
Dégâts et inondations à la suite du passage de Xynthia à Fouras (Charente-Maritime)

La conjonction de la tempête, de marées de fort coefficient (102) et de la pleine mer, conduit à la rupture de plusieurs digues dans plusieurs localités, ce qui entraîne de fortes inondations dans les départements de Vendée (La-Tranche-sur-Mer, L'Aiguillon-sur-Mer, La Faute-sur-Mer), de Charente-Maritime (Aytré, Fouras, Châtelaillon, Boyardville, La Rochelle) ou de Gironde (Andernos, Cap-Ferret).
Les îles d'Oléron, de Ré, d'Aix et Madame, sont particulièrement touchées.
Sur Ré, les digues ayant cédé en plusieurs points, les communes de La Couarde, Saint-Clément-des-Baleines et des Portes-en-Ré sont en partie inondées, les villages de la côte nord, dotés de ports, subissent également l'intrusion de la mer, principalement à La Flotte ou l'on déplore deux décès. Deux chalands d'ostréiculteurs sont fortement endommagés, l'un à quai et l'autre retourné dans l'eau au port de Saint-Martin-de-Ré, les zones ostréicoles tant en mer qu'a terre sont partiellement détruites.
Les passages reliant l'île principale aux presqu'îles de Loix et d'Ars sont noyés au Martray et dans les marais salants. Sur l'île, de nombreux dégâts matériels sont à déplorer et la ligne de côte, falaises et dunes, a nettement reculé.
La surcote atteint une valeur exceptionnelle de près de 1,50 mètre sur les côtes vendéennes et charentaises du fait de la conjonction de trois facteurs : de forts coefficients de marée (102, contre 77 au moment du passage de la tempête Martin en 1999), l'influence du creusement dépressionnaire, agissant comme un « aspirateur » soulevant l'océan, et l'effet des vents de surface poussant la houle vers le littoral. Ainsi, entre La Rochelle et Rochefort, la voie ferrée qui longe le littoral de l'Atlantique a subi de gros dommages matériels contraignant à la fermeture totale du trafic ferroviaire pendant près de trois mois.
Par ailleurs, la tempête est également ressentie dans certains quartiers de Bordeaux (Bastide) et de sa grande périphérie (Saint-Louis-de-Montferrand). Des phénomènes similaires, mais de moindre intensité, sont relevés dans les Côtes-d'Armor (Guingamp, Jugon-les-Lacs) et dans la Manche (Granville). Surpris par la brusque montée des eaux, plusieurs dizaines d'habitants se hissent sur les toits de leurs maisons et doivent être secourus par des hélicoptères de la protection civile.
Les dégâts matériels sont également importants dans certaines régions (toitures arrachées, éboulements, chutes d'arbres et dégâts des eaux notamment).
Le trafic est fortement perturbé sur plusieurs axes routiers et la frontière franco-espagnole provisoirement fermée, contraignant plus de 1200 routiers à passer la nuit sur des aires d'autoroutes dans les Pyrénées-Atlantiques et les Landes. Les ponts reliant les îles de Ré et d'Oléron, mais aussi le pont d'Aquitaine à Bordeaux, sont momentanément fermés à toute circulation, au plus fort de la tempête. Le trafic ferroviaire à destination de Bordeaux, de La Rochelle, de Nantes, ou de Limoges, est également perturbé (la ligne entre La Rochelle et Rochefort est hors service jusqu'à fin mars 2010, la voie étant abimée). À Paris, de nombreux vols Air France sont annulés par mesure de précaution.
Aux Sables-d'Olonne (Vendée), le Remblai, qui était en travaux à ce moment-là, subit des dégâts considérables. Des glissements de terrain sont constatés, et le trottoir est détruit sur une longueur importante. Lors de la marée haute du 28 février (4 heures du matin), 30 à 40 cm d'eau recouvraient la route. La piscine qui était au-dessous du niveau de la marée aux Sables est remplie d'eau.
À La Roche-sur-Yon (préfecture de la Vendée), les toits d'un lycée et de deux gymnases se sont envolés, de même que des préfabriqués.
Dans plusieurs régions comme en Bretagne, les dégâts proviennent également de la crue des rivières.

## Le bilan humain et matériel en France

### Un bilan humain lourd localement
Le bilan humain apparaît comme particulièrement élevé : la plupart des victimes ont péri du fait de la submersion marine. On dénombre 35 morts dans le seul département de la Vendée (dont 29 sur la commune de La Faute-sur-Mer), 12 dans le département de la Charente-Maritime, 2 en Loire-Atlantique, 2 dans les Pyrénées-Atlantiques, 1 dans le département des Hautes-Pyrénées et 1 dans l'Yonne.
Peu après la catastrophe, le bilan humain en France a été officiellement de 53 tués, mais après une enquête effectuée par l'Agence France-Presse auprès des autorités locales à la fin du mois de juin 2010, ce nombre a été rectifié à 47 décès.

### Des dégâts répartis sur une grande moitié ouest de la France
Les premières estimations sur le coût de la tempête Xynthia pour les compagnies d'assurances françaises sont évaluées à 1 milliard d'euros, soit nettement moins que la tempête Klaus. Selon la Fédération française des sociétés d'assurances (FFSA), la tempête Xynthia, coûterait « au minimum 1,2 milliard d'euros aux assureurs. ». cette estimation a été portée à  1,5 milliard d'euros en avril 2010 (800 millions d'euros pour les conséquences du vent et 700 millions pour les inondations). Cette annonce a été faite par les assureurs alors que l'État venait de mettre en place sa cellule d'indemnisation amiable pour les victimes de la tempête situées dans les zones noires. La FFSA a aussi rappelé que le remboursement se fera sur la base de la valeur de construction de la maison avant la tempête, et que les assureurs couvraient les aléas naturels de type catastrophes naturelles, « sauf les effets du vent ».

#### Les digues et quartiers inondés
Des brèches se sont formées dans les digues protégeant le littoral du marais vendéen, ou celles-ci ont été submergées, permettant à la haute mer d'envahir des terres situées sous le niveau des marées hautes de vives eaux. L'effet du courant a accentué les brèches rapidement, provoquant de graves inondations dans des quartiers habités et occasionnant de nombreuses victimes. Ces dernières n'ont pu trouver secours dans les étages, les maisons de la région vendéenne étant souvent construites de plain-pied avec un toit à faible pente, sans aucun étage ni grenier : la seule issue pour ceux qui ont été surpris était de parvenir à s'échapper de leur maison à temps, ou à se réfugier sur le toit.
Au matin du 1er mars, une soixantaine de maisons, dans les communes les plus touchées du littoral vendéen, se trouvent noyées sous plus de deux mètres d’eau, sans que les plongeurs-sauveteurs ne parviennent à les visiter pour les évacuer. Certains de ces quartiers inondés derrière les digues ne connaîtront pas de retrait des eaux avant plusieurs jours (malgré les pompages mis en place par la sécurité civile), en raison des coefficients de marée qui atteindront leur pic le plus élevé dans la journée du lundi 1er mars, mais aussi à cause des précipitations qui auront repris les dimanche soir et lundi matin.

#### Les installations portuaires
La montée des eaux a fait se décrocher les pontons d'amarrage dans plusieurs ports de plaisance (dont celui des  Minimes à La Rochelle, ou encore aux Sables-d’Olonne), les faisant dériver et s’agglutiner en même temps que les bateaux accrochés sur les pontons plus près des quais, voire passer par-dessus. Dans le port de La Rochelle, on retrouve des bateaux empalés au-dessus des poteaux d'amarrage de ces pontons, les passerelles d'accès sont décrochées et tombent directement dans l’eau, certains pontons sont inutilisables. Les plus petites embarcations simplement ancrées s'agglutinent sur les berges, causant des dégâts dans les coques et les quilles.
En Vendée, les chenaux entre bassins ont parfois été endommagés, ainsi que les passerelles bitumées qui les surmontent, soulevées par la pression de l'eau et des vagues.

#### Le réseau électrique
Au matin du 28 février, plus d'un million de foyers sont privés d’électricité, dont 400 000 dans le grand ouest (100 000 en Vendée et autant en Charente-Maritime, 325 000 dans les régions du centre et 80 000 en Aquitaine. 1 500 agents sont mobilisés pour rétablir le réseau, dont de nombreux d'ERDF, filiale de distribution d'Électricité de France.
| Région                               | 28 février 2010 |
| ------------------------------------ | --------------- |
| Poitou-Charentes et Pays de la Loire | 320 000         |
| Auvergne, Centres, Limousin          | 375 000         |
| Sud-Ouest                            | 57 000          |
| Est                                  | 63 000          |
| Île-de-France                        | 37 000          |
| Rhône-Alpes et Bourgogne             | 75 000          |
| Manche, Mer du Nord                  | 31 000          |

#### Les voies ferrées
La voie ferrée entre Saintes et La Rochelle, partiellement posée sur une digue en bordure de mer, a été endommagée, causant des annulations de trains avant réparations, puis des retards. Les réparations nécessiteront un mois d'interruption de circulation entre La Rochelle et Rochefort.

#### Les stations de ski ravagées
Le massif pyrénéen a souffert d'énormes dégâts, dus à l'écroulement de toitures de maisons, de hangars ou d'étables ainsi qu'aux réseaux téléphoniques ou électriques. Certaines remontées mécaniques se sont cassées, entraînant la fermeture partielle ou définitive de certaines stations de ski, comme Hautacam. Christophe Merlin, secrétaire général de la préfecture des Hautes-Pyrénées, annonce que « de 20 à 80 % des équipements, suivant les stations », ont été détruits par des vents violents de 200 km/h.

#### Les bois communaux
En mai 2010, un premier chiffrage estime que 82 000 m3 de bois communaux ont été endommagés en Aquitaine, et 140 000 m3 en Midi-Pyrénées, pour un coût total de 11 millions d'euros de dégâts. De plus, à certains endroits, les routes sont si encombrées par la présence d'arbres que c'est devenu un vrai mikado, pour pouvoir effectuer le déblaiement,,.

#### L'agriculture
Environ 40 000 hectares de terres agricoles ont été submergés par de l'eau de mer en Charente-Maritime, et 12 000 hectares en Vendée.

## Les réactions politiques et officielles

### En France
Dans une allocution prononcée à la suite d'une réunion de crise, le chef du gouvernement François Fillon parle de « catastrophe nationale ». La venue du président de la République Nicolas Sarkozy, du ministre de l'Intérieur Brice Hortefeux, du ministre de l'Écologie Jean-Louis Borloo et du secrétaire d'État aux transports Dominique Bussereau, en Vendée et en Charente-Maritime, est effectuée dès le 1er mars.
Un arrêté de catastrophe naturelle a été publié au Journal Officiel le 3 mars 2010, pour les quatre départements des Charente-Maritime, Deux-Sèvres, Vendée et Vienne. Un avis devait suivre, pour le département de la Loire-Atlantique.

### Depuis l'étranger
Peu après avoir pris connaissance de l'ampleur de la catastrophe en France, de nombreux chefs d'État et de gouvernement envoient des messages de condoléances au président français.
Le président russe Dimitri Medvedev, en visite officielle en France, déclare au nom de son gouvernement : « Nous partageons votre douleur et sommes prêts à apporter notre aide si elle est nécessaire ».
Le roi du Maroc Mohammed VI exprime « au président Sarkozy, aux familles des victimes et au peuple français [ses] plus sincères condoléances et [sa] solidarité en ces temps difficiles ».
Le président tunisien Zine El Abidine Ben Ali exprime également « sa compassion et sa solidarité envers le peuple français ami ».
Le président azerbaidjanais Ilham Aliev affirme : « Les pertes en vie humaines et les dommages causés par la tempête Xynthia sont une source de grande peine pour moi ».
L'ambassadeur des États-Unis en France déclare quant à lui, dans un communiqué : « Nos pensées vont à ceux qui ont perdu des membres de leur famille, des proches, des amis, des êtres chers, et nous souhaitons un prompt rétablissement à tous ceux qui ont été blessés ».
Le premier ministre belge Yves Leterme exprime « ses condoléances à la France pour les conséquences tragiques de la tempête, et adresse toutes ses sympathies aux familles des victimes »
Le 3 mars, le pape Benoît XVI exprime « ses vives condoléances aux familles endeuillées, et assure de sa profonde sympathie toutes les personnes atteintes par cette catastrophe », dans un message lu durant une messe de suffrage pour les victimes en la cathédrale de La Rochelle.

## Les zones sinistrées face à l'après tempête

### La création de zones d'expropriation (zones noires)
Les quartiers inondés de L'Aiguillon-sur-Mer et de La Faute-sur-Mer, dans lesquels habitaient la majorité des victimes françaises, sont situés sur des terrains qui servaient autrefois à l'activité pastorale et n'étaient pas habités à l'année. À partir des années 1960, l'urbanisation du littoral a entraîné la transformation de ces terrains en zones constructibles, souvent du fait de services de l'État peu enclins à résister à la pression urbanistique des côtes françaises, puis du fait des municipalités quand ces décisions sont devenues de leur ressort. Les inondations liées à  la tempête Xynthia amènent les politiques à imposer des zonages de sécurité et à conduire une politique d'expropriation.

### Un premier zonage contesté
Le 16 mars, lors d'une nouvelle visite à La Rochelle, le Président de la République Nicolas Sarkozy annonce son intention de ne pas laisser s'installer les victimes (et les futurs acquéreurs) « dans des maisons situées dans des lieux où il y a des risques mortels ».
Le 7 avril 2010, le gouvernement français annonce le retour prochain à l'état naturel de trois secteurs en Vendée, concernant 915 logements, et de dix secteurs en Charente-Maritime, concernant 595 logements. Ces « zones noires » sont définies comme des « zones d'extrême danger, où les risques peuvent être mortels ». Par ailleurs, des zones exposées aux risques mais pouvant être protégées seront appelées « zones jaunes », dans lesquelles des prescriptions seront imposées, dont des systèmes d'alertes, d'évacuations, de prescriptions techniques sur des bâtiments ou de protections collectives. La ville de La Faute-sur-Mer apparaît comme la plus touchée par ces mesures, 674 maisons — représentant environ 25 % de l'habitat — étant concernées. Ces décisions ont provoqué un mélange de colère et d'abattement, chez de nombreux riverains désireux de trouver des responsables.
Au niveau régional, la Région des Pays de la Loire a voté à l’unanimité un plan d’urgence régional d’un montant de 20 millions d’euros. Celui-ci se décompose en 4 volets.
Un premier (1,8 million d’euros) à l’égard des familles et des communes sinistrées. Un second (7,5 millions d’euros) visant à relancer l’activité économique, par la mise à disposition d’un fonds d’avance pour les entreprises, les commerçants et les artisans. Un fonds d’investissement régional a également été mis en place pour l’exécution de travaux hydrauliques dans le marais poitevin. Le troisième volet est consacré au financement de la reconstruction des infrastructures de protection du littoral, pour un montant global de 10,7 millions d’euros. Enfin, le 4e volet vise à prendre des mesures pour l’avenir, notamment par la mise à jour des Plans de Prévention de Risques et d’Inondations, et la redéfinition des Plans Locaux d’Urbanisme.
En plus de ce « plan tempête », la région des Pays de la Loire a proposé l’élaboration d’un Contrat Exceptionnel de Solidarité Territoriale pour les communes les plus touchées, à savoir : L'Aiguillon-sur-Mer, La Faute-sur-Mer et La Tranche-sur-Mer. Ce contrat, conditionné à l’existence d’une intercommunalité de ces trois communes, s’articule autour de 4 axes : soutien aux acteurs économiques, soutien aux investissements publics, protection et valorisation de l’environnement et ingénierie et concertation.
Face au mécontentement général des élus et des habitants des zones sinistrées, le gouvernement annonce, début juin 2010, qu'il n’y aura pas de destructions massives de maisons, en Charente-Maritime et en Vendée. L'État assure que si des propriétaires souhaitent partir, alors leurs maisons seront rachetées à leur valeur d'avant tempête, plus 10 %, et seront détruites, c'est une démarche au cas par cas. En revanche, si au bout de l'enquête publique qui va durer plusieurs mois, certaines personnes habitaient encore dans des maisons à risque, alors ces propriétaires devraient partir, selon des mesures de démolition radicale. Enfin, l'État reconnaît, par l'intermédiaire de Benoist Apparu, secrétaire d’État au Logement, qu' [il a] fait une erreur de communication,.
Le ministre et la secrétaire d'État à l'Écologie, Jean-Louis Borloo et Chantal Jouanno, lors d'une visite le 14 avril 2010, ont rappelé que les zones de solidarité (zones noires)  doivent permettre le rachat des biens par deux méthodes, soit à l'amiable, soit par une procédure d'expropriation arbitrée par les tribunaux. Dans ce cas, si, après enquête, on s'apercevait que le risque pour la vie des gens n'était pas avéré, il ne devait théoriquement pas y avoir d'expropriation.

### Les recours juridiques et contestations
Un mois après l'annonce de l'établissement de « zones noires » — souvent très critiquées par la population locale — une association de victimes se constitue, déposant plusieurs recours devant le Tribunal administratif de Poitiers contre la délimitation des zones publiée par le préfet de Charente-Maritime. Plusieurs manifestations sont organisées, dont une marche symbolique sur le pont de l'île de Ré.
La plainte se fonde sur un supposé « excès de pouvoir » et vise une demande de référé-suspension afin de mettre en attente l’application des décisions liées à ces zones — devenues zones de solidarité, selon la nouvelle dénomination de l'État durant le mois d'avril. La décision du tribunal du 1er juin 2010 rejette la requête contre la délimitation des zones noires, mais demande au Préfet de délivrer les documents ayant conduit aux zonages sous peine de 500 € d'amende par jour de retard.
Dans le même principe, l’Association des victimes des inondations de La Faute-sur-Mer (A.V.I.F.) a obtenu auprès du Tribunal administratif (TA) de Nantes que lui soient communiqués les documents concernant l’élaboration des zones noires, dans un délai de quinze jours. Or, au terme de ce délai imparti, Renaud Pinoit, de l'association, dénonce que la préfecture a tardé à leur avoir transmis un document qui, de surcroît, ne correspond pas à ce qu'ils attendaient. En tout et pour tout, la préfecture de Vendée a communiqué aux sinistrés une note de synthèse de huit pages, rédigée après l’annonce du zonage. Donc, le président de l'AVIF, Yannick Lange, annonce fin mai qu'un nouveau référé a été déposé auprès du T.A. de Nantes, car l'association attend toujours les rapports d’experts dont les jugements ont inspiré les décisions de créations des zones.
La mission d'information de l'Assemblée nationale, qui fut constituée début avril pour déterminer les raisons des dégâts causés par Xynthia, demandent, le 28 mai 2010, une audience au Premier ministre, pour évoquer les conditions dans lesquelles a été réalisé le zonage, à la suite d'une non-compréhension de certains élus et habitants sur cette délimitation. La mission annonce que la situation entre l'État et les incompris risque d'exploser avant même les conclusions du rapport.

### Un deuxième zonage plus précis
Les premiers départs des zones de solidarité, jugées désormais trop dangereuses pour accueillir des habitations, sont attendus en juin 2010 dans les deux départements, après la présentation des premières évaluations effectuées par les Domaines début mai. Le bilan à la fin du mois de mai, et pour les 915 maisons concernées en Vendée, conclut que seuls 20 dossiers sont acceptés, mais les propriétaires ont trois mois pour se décider, explique alors Franck Chaulet, sous-préfet. Alors qu'en Charente-Maritime, sur les 619 propriétés concernées, seuls 16 dossiers sont acceptés, selon les dires du préfet Henri Masse. Pour permettre les premières acquisitions à l'amiable, la préfecture de la Vendée a déjà reçu un acompte de l'État de 10 millions d'euros, et celle de Charente-Maritime de 12 millions d'euros, indiquent les préfectures.
Cependant, les sinistrés qui souhaitent retrouver rapidement un bien dans la même commune se heurtent alors à de nouvelles difficultés, en raison parfois du manque de terrains constructibles. Comme par exemple à Charron : quant aux 200 sinistrés devant y percevoir leurs indemnités (en 2010), aucun logement ne peut les accueillir dans le même temps, au sein de la commune.
Enfin, une partie des "dons" n'est pas totalement utilisée. Dans le seul département de Vendée, il reste 1,5 million d'euros de dons ; comme le souligne Franck Chaulet, « les particuliers ne nous sollicitent pas car ils n'osent pas déposer une demande en mairie ».
À la suite du mécontentement général lors de la publication du premier zonage, celui-ci est revu, après le passage de deux experts de l’État. Ce deuxième zonage est présenté en automne 2010, lors d’une enquête publique, en indiquant la zone qui sera définitivement vouée à retourner à l’état naturel. Si leurs propriétaires n’ont pas choisi la solution de vente à l’amiable à l’État, les maisons situées dans cette zone feront l’objet de la procédure légale d’expropriation.
À la mi-septembre 2010, le rapport du deuxième zonage, réalisé par les experts mandatés par l'État, prenant en compte une analyse plus fine de la topographie, quartier par quartier, et incluant l’impact des mesures, telles que le renforcement des digues, est remis au ministre de l’Écologie, Jean-Louis Borloo. Dans ce document, ils préconisent de réduire le nombre total de maisons devant être démolies à La Faute-sur-Mer de 608 à 472, et à L'Aiguillon-sur-Mer de 337 à 289 (total passant de 945 à 761),,. Pour la Charente-maritime, une expertise des zones de solidarité est publiée en janvier 2011.
Les conclusions définitives de l'étude sur le plan de zonage étaient attendues durant le courant de mars 2011. Cela aura dû permettre de réduire la zone noire, si des systèmes de protections auront été mis en place pour limiter l'impact d'une future nouvelle éventuelle catastrophe. À Charron, 7 des 9 propriétaires qui n'avaient pas trouvé un accord avec l'État auront pu sauver leurs maisons. De même, 70 % des maisons du quartier des Boucholeurs (Châtelaillon et Yves) ne seront pas détruites. En septembre 2011, l'État annonce l'abandon de la zone noire des Boucholeurs. Celui-ci est effectif au 1er novembre 2011.

### Les expropriations et les rachats à l'amiable

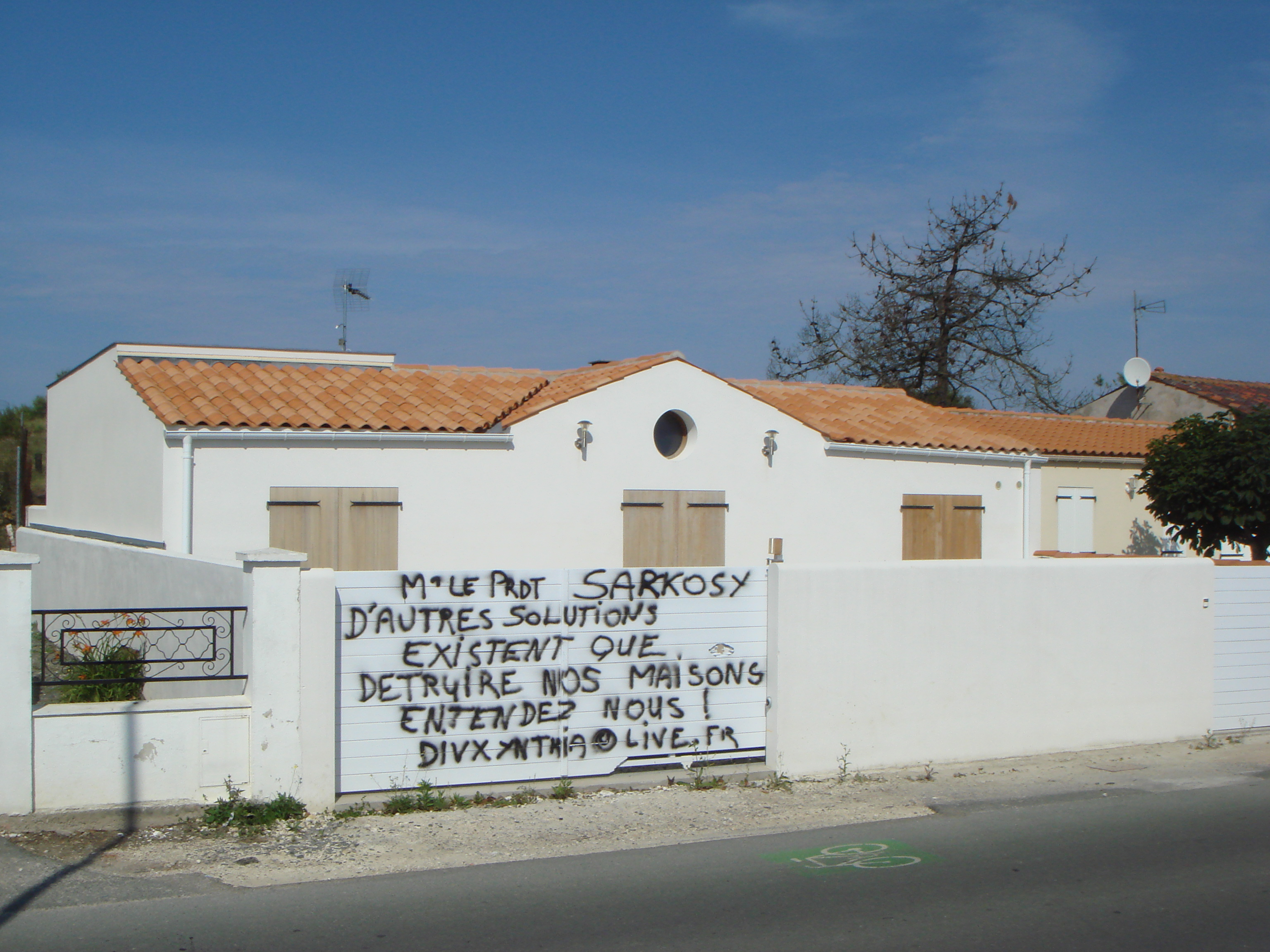
Banderole contre la destruction des maisons situées en « zones noires » à Aytré.

Les premiers rachats à l’amiable, par l'Etat, de maisons de sinistrés de la tempête Xynthia, sont réalisés en Vendée à partir du lundi 9 août 2010, alors que ceux de Charente-Maritime commencent fin juillet 2010. Conformément au zonage établi le 8 avril 2010, les propriétaires de maisons sinistrées de La Faute-sur-Mer et de L'Aiguillon-sur-Mer acceptent les estimations de l’État, et attendent, pour certains depuis près de trois mois, de pouvoir signer l’acte de vente définitif de leur bien à l’État. Ces indemnisations sont couvertes par le fonds de prévention des risques naturels majeurs dits fonds Barnier.
Depuis le début des rachats par l'État, 532 propriétaires se sont portés volontaires pour vendre à l’amiable, mais le rapport annonce qu'une vingtaine de bâtisses ne se trouvent plus dans les périmètres à démolir. À l’inverse, une dizaine de maisons initialement épargnées seront rasées.
Entre novembre et décembre 2010, 518 propriétaires acceptent la proposition de l'État. Or 79 maisons auront pu faire l’objet d’expropriations, à La Faute-sur-Mer et à L'Aiguillon-sur-Mer, car leurs propriétaires avaient refusé ou n’avaient pas donné suite aux propositions de rachats. À Charron, certaines habitations eurent plus d’un mètre d’eau et leurs propriétaires firent traîner leurs dossiers de rachats à l'amiable, pour faire monter les prix et pouvoir racheter dans les zones non inondables de la ville. Depuis la tempête, la ville de Charron a perdu 600 habitants. Certaines personnes situées dans la zone noire, soutenues par des élus, refusent de partir car, avant même la tempête, ils avaient surélevé leurs habitations par précaution. En conséquence, la procédure d’expropriation peut être enclenchée à leur encontre.

### Les premières destructions et les procédures d'expropriations
Fin mars 2011, à La Faute-sur-Mer et à L'Aiguillon-sur-Mer, les travaux de déconstruction commencent, et consistent à vider les maisons de la laine de verre, des câbles électriques, et de tout ce qui peut être recyclé. La démolition en elle-même commence dans la foulée. Le chantier, qui dure quatre ans, fermé au public, se fait par phases. Il est prévu de faire une pause pendant les périodes estivales. À La Faute, l'entreprise va d'abord se concentrer sur la zone mortifère, allant de la rue de l'Ostréa à la résidence des Voiliers. Cela concerne 95 habitations jusqu'en juin. À L'Aiguillon, une cinquantaine de maisons sont rasées durant l'année 2011.
En septembre 2011, une deuxième phase de déconstruction de ces habitations est lancée. 180 habitations de la commune de La Faute-sur-Mer, et 70 de celle de L'Aiguillon-sur-Mer sont au programme. La fin totale des destructions est prévue fin 2012. Enfin, l'État annonce que 79 maisons sont soumises à une procédure de "Déclaration d’utilité publique", en vue de l’expropriation. Celle-ci est prévue en décembre 2011.

## Le drame de La Faute-sur-Mer: l'action en justice et les condamnations

### Vers une action en justice
Plusieurs familles de victimes se réunissent pour déposer une plainte conjointe contre X auprès du procureur de la République du Tribunal correctionnel des Sables-d’Olonne. Cette plainte vise les délits d’homicides involontaires, de mise en danger de la vie d’autrui, d'abstention de mesures prises pour combattre un sinistre, et de prises illégales d’intérêts. Cette action vient appuyer l'enquête préliminaire ouverte après la catastrophe par le procureur de la République aux Sables,.
Le 10 juin 2011, 56 personnes ont porté plainte, à la suite des 40 personnes qui ont déjà déposé leurs plaintes en 2010 auprès du procureur de la République, pour les mêmes motifs qu'alors.

### Une procédure longue est engagée
À la suite de l'enquête de gendarmerie sur les différents aspects du drame provoqué par la tempête Xynthia (processus d'alerte, réactivité des secours, conditions d'urbanisation des lotissements inondés...), le procureur de la République des Sables-d’Olonne ouvre une enquête judiciaire.
Le 14 avril 2011, le maire de la Faute-sur-Mer, René Marratier, est présenté au juge d'instruction au Palais de justice des Sables-d'Olonne, en vue d' être mis en examen pour homicide involontaire et mise en danger de la vie d'autrui, après le drame de cette tempête. Son avocat Maître Metzner, défendant son client, annonce : « On lui reproche de ne pas avoir respecté des règlements que, pour beaucoup, il ne connaissait pas » et assure que son client « a toujours parfaitement respecté toutes les directives et circulaires qui lui avaient été données ». L'avocate des familles de victimes de la tempête Xynthia, Corinne Lepage, a jugé qu'il fallait étudier « toute la chaîne de responsabilités », au-delà de celle du maire, et annonce : « Mes clients, que j'ai eus au téléphone, sont satisfaits que pour la première fois une mesure symbolique soit prise, et ils la considèrent comme justifiée ».
Avant René Marratier, sa première adjointe chargée de l'urbanisme, Françoise Babin, et le maire-adjoint, Patrick Maslin, membre de la commission locale d'urbanisme, et responsable d'une entreprise de construction immobilière, ont déjà été placés en garde à vue, puis relâchés. Françoise Babin est la mère de Philippe Babin, patron d'une société immobilière qui avait des parts dans trois des quatre lotissements construits en zones inondables où plusieurs personnes ont trouvé la mort. À ce stade, l'information judiciaire ouverte aux Sables-d'Olonne pour « homicide involontaire », « mise en danger de la vie d'autrui », « abstention de combattre un sinistre » et « prise illégale d'intérêt », n'a donné lieu à aucune mise en examen.
Le 11 juin 2011, Françoise Babin et Patrick Maslin, adjoints de René Marratier, sont mis en examen pour les mêmes motifs que leur maire. Enfin, un fonctionnaire de l’ancienne D.D.E. est mis en examen pour les chefs d’« homicide involontaire » et de « mise en danger de la vie d’autrui », à cause d'un manquement d'information d'alerte aux communes concernées par la tempête, le jour de celle-ci.

### Les procès "Xynthia"
Les parties civiles victimes de la tempête sont reçues par le Procureur de la République des Sables d'Olonne, ainsi que par le Juge d'Instruction chargé de l'enquête, le 9 mars 2012.
Le 27 août 2013, le Juge d'Instruction ordonne le renvoi de René Marratier, de deux de ses adjoints, d'un promoteur immobilier local, et d'un fonctionnaire de l'ancienne Direction départementale de l'Équipement, devant le Tribunal correctionnel : tous comparaîtront pour "homicides involontaires", et les quatre premiers aussi pour "exposition d'autrui à un risque immédiat de mort ou de blessure", du fait de « leur implication dans la construction illégale de bâtiments dans une zone dangereuse », mais sans "prise illégale d'intérêt".

#### Le premier procès
Le premier procès s'ouvre le 15 septembre 2014, au Tribunal correctionnel des Sables d'Olonne, pour une durée de 5 semaines.
Par jugement rendu le 12 décembre 2014 :
- Réné Marratier, maire de La Faute-sur-Mer lors de la tempête, est condamné[86],[87],[88] à 4 ans d'emprisonnement et à 30 000 € d'amende pour homicides involontaires et mises en danger de la vie d’autrui,
- Françoise Babin, adjointe à l'urbanisme lors de la tempête, est condamnée à 2 ans et demi d'emprisonnement et à 75 000 € d'amende,
- Philippe Babin, dirigeant du syndicat chargé de l'entretien des digues lors de la tempête, est condamné à 18 mois d'emprisonnement,
- la SARL TDA à 30 000 € d'amende.

Le jugement indique que « les conséquences de Xynthia ne doivent rien au hasard. Cette affaire ne peut se réduire à la question de l’urbanisation en zone inondable. Le risque était connu. Les permis de construire accordés par René Marratier et Françoise Babin sont à l’origine directe de neuf décès. Ce dossier est l’histoire de la captation d’une information vitale, et du piège qui s’est refermé sur les victimes. Les prévenus ont tenté de mettre sur le même plan causal la colère de la nature, les mauvais hasards, l'imprudence des victimes, l'apathie généralisée face au risque naturel majeur, les erreurs et le manque de moyens de l’État, pour faire oublier l'intensité de leurs propres fautes. Ils ont intentionnellement occulté ce risque, pour ne pas détruire la manne du petit coin de paradis, dispensatrice de pouvoir et d'argent. Ils ont menti à leurs concitoyens, les ont mis en danger, les ont considérés comme des quantités négligeables, en restant confits dans leurs certitudes d'un autre temps. Ils ont parié sur le fait que le risque connu ne se réaliserait pas. » Le cinquième prévenu (agent préfectoral) a été relaxé.
Bien que le délit de prise illégale d'intérêt n'ait pas été retenu par la Justice, Françoise Babin a pourtant dû faire face à de nombreuses questions concernant le fait que son poste d'adjointe à l'urbanisme était une position stratégique pour faire valider les projets de lotissements dans lesquels plusieurs personnes ont trouvé la mort, lotissements construits en zone inondable sur des terrains qu'elle venait d'acheter, et qu'elle a revendus par l'intermédiaire de l'agence immobilière de son fils Philippe Babin, lui aussi poursuivi et condamné, en tant que dirigeant du syndicat chargé de l'entretien des digues. L'avocate des parties civiles, Corinne Lepage, fait remarquer que le mètre carré a été acheté 3€ et revendu environ 30€, soit un rapport de 1 à 10, et que ceci concerne environ 200 maisons. A toutes ces questions concernant des faits pour lesquels elle n'est pas poursuivie par la Justice, Françoise Babin répond vaguement ou refuse de répondre.
Les 3 personnes physiques condamnées font appel du jugement, ainsi que le Parquet. Le procès d'appel devait se tenir à Poitiers à la fin de l'année 2015.

##### Les réactions aux condamnations.
Ce procès, qui se voulait exemplaire, le fut par sa longueur, son organisation et son jugement.
Les réactions d'un petit nombre d'élus et d'associations de maires ne se fit pas attendre, défendant la corporation. Réactions nettement moins engagées de ceux qui ont pris le temps de lire le jugement.
Pour la journaliste Anne-Cécile Robert, « le tribunal a, sous la pression des médias, fait preuve d’une extrême sévérité vis-à-vis des accusés. Les élus locaux qui avaient délivré les permis de construire ou à qui on reprochait, parfois légitimement, de n’avoir pas pris les mesures de protection nécessaires ont été chargés de tous les maux, y compris de ceux qui les dépassaient, comme les conséquences des colères de la nature. Les magistrats ont insisté sur le préjudice subi par les victimes, sans considération sérieuse des chaînes causales, et noirci les personnes mises en cause. »

#### Le procès en appel
Le procès Xynthia, en appel, se tient à la cour d'appel de Poitiers, du mercredi 18 novembre 2015 au mercredi 2 décembre 2015. Des peines de prison ferme, assorties de sursis partiels, sont requises.
Le jugement est mis en délibéré au 4 avril 2016.
1. René Marratier est condamné en appel[100] à deux ans de prison avec sursis et à une interdiction définitive d’exercer toute fonction publique, pour "homicides involontaires" et pour "mise en danger de la vie d’autrui" ; il doit également rembourser aux parties civiles près de 250.000 euros de frais d'avocats[101] ;
2. Françoise Babin et son fils Philippe Babin sont relaxés ;
3. les deux sociétés du bâtiment de Patrick Maslin sont également relaxées.

## Le développement des plans et actions de prévention

### Les conclusions des rapports d’enquêtes institutionnelles
Durant le mois de juillet 2010, les commissions de l'Assemblée nationale et du Sénat ont rendu leurs rapports.
D'abord, les députés membres de la mission d’information annoncent 19 propositions destinées à prévenir d’autres catastrophes, puis ils ont unanimement blâmé l’État sur la façon dont il a mis en œuvre et présenté les zones noires, rebaptisées depuis (l'étymon grec du mot "baptême" voulant dire "immersion", au passage !) zones de solidarité. Celle-ci traduit une crise de confiance entre les habitants, envers lesquels on aurait manqué d’égards, les élus et l’ensemble des services de l’État. En conclusion, un nouveau zonage déclaré d’utilité publique, et par là voulu indiscutable, aura été souhaité être mis au jour d’ici aux mois suivants pour bien définir les zones.
Deux des recommandations des députés sont l'amélioration de l'information en cas de risques, grâce au recours aux nouvelles technologies, et de soutenir financièrement les communes qui mettront en place un plan communal de sauvegarde. Enfin, la commission souhaite la redéfinition du régime de "catastrophes naturelles". Elle souhaite qu’un collège scientifique indépendant redéfinisse clairement la liste de celles-ci, afin que les victimes soient plus justement dédommagées par leur assurances.
Le Sénat formule 92 propositions, avec un seul et même objectif : éviter d’autres catastrophes de ce genre. Dans un premier lieu, il faut mettre à jour les règles d’urbanisme. Les sénateurs recommandent la suppression des autorisations tacites de construction, et la généralisation des plans de prévention des risques d’inondations. Une nouvelle cartographie précise devra être établie, d’ici à 2011, rappellent les sénateurs. Dans un deuxième temps, il faut optimiser la "culture du risque". Inspirés par les pays champions de la sensibilisation aux catastrophes naturelles, les sénateurs proposent la création d’une journée nationale de prévention des risques, sur le modèle de ce qui existe au Japon. Par ce modèle, la commission souhaite que les Français sachent quoi faire en période de crise.
Enfin, le Sénat propose de tirer au clair le régime de propriété des digues, et de les rattacher au domaine public. Le rapport se prononce pour une gestion locale de proximité, l’État conservera des fonctions de régulation et de surveillance. L’un des chantiers prioritaires réside dans la remise en état des 4 000 km de digues endommagées. Le financement reviendrait pour moitié à l’État, l’autre partie étant assumée par les habitants de ces zones à risques, grâce à une modulation des taxes locales.

### L'accélération de la mise en place des PPRI manquants et la révision de certains
À la fin août 2010, l'État présente les différents Plans de prévention du risque inondation (PPRI), dans les communes sinistrées qui n'en disposaient pas. Le PPRI distingue deux types de zones : bleue et rouge. En bleue, on peut construire, à condition qu'il y ait un étage refuge, ou une trappe dans le bâtiment. En rouge, aucune construction nouvelle n'est "autorisable", et l'obligation d'une issue de secours pour le bâti existant est prescrite. Ces zones sont délimitées par les hauteurs d'eau calculées en fonction des inondations de Xynthia, et de l'hypothèse d'une élévation du niveau de la mer d'un mètre en 2100. Les experts ont mis la barre à 4,70 m, et rajouté un mètre pour ne prendre aucun risque. Les maisons devront donc se situer à 5,70 m. Ce qui se traduit par le fait que la zone rouge est comprise entre 0 m et 5,70 m et la zone bleue l'est au-dessus de 5,70 m.
En Vendée, la commune de L'Aiguillon a 60 % de son territoire en zone rouge, d'après le maire Maurice Milcent, et à La Faute-sur-Mer celle-ci représente 90 %. René Marratier, maire de La Faute, et Maurice Milcent souhaitent que si des moyens techniques existent pour construire en zones inondables, comme le remblayage qui permet de mettre les maisons en sécurité, ou bien le renforcement des digues, ceux-ci permettent de faire augmenter les surfaces en zones bleues au détriment des rouges.
À Noirmoutier, où 70 % du territoire est sous le niveau de la mer, le maire, Noël Faucher, a hâte de voir arriver le PPRI. Il rappelle que, sur son île, on a toujours cultivé la mémoire du risque.
Dans le même temps, la Charente-Maritime et la Gironde voient la mise à jour de certains plans, et la création d'autres. Cela se traduit, en Charente, par la révision de 19 plans et la création de 62. En Gironde, presque toutes les communes de l'agglomération de Bordeaux sont tenues de reprendre leurs copies, comme sur les littoraux du Médoc et du bassin d'Arcachon. Les maires ont obligation de lancer, et d'achever pour 2014, le zonage et la définition de nouvelles règles d'urbanisme qu'encadreront ces PPRI post-Xynthia.
À la suite des différentes remarques des élus et des habitants, au cours de la consultation de l'avant-projet des PPRIs, le 16 février 2011, l'État, sous la houlette de Nathalie Kosciusko-Morizet, ministre de l'Écologie, assouplit les règles pesant sur l'élaboration des PPRIs. Elle annonce trois principes, pris en compte pour modifier les PPRI, mais reste intransigeante sur la hauteur d'eau maximale lors d'une crue ou d'une submersion marine.
Le premier principe remis en cause est la transparence des digues. Pour bâtir les PPRI, l'État a pris en compte que les digues n'existaient pas, au nom d'un nécessaire principe de précaution. L'annonce est que l'État prend en compte l'existant des digues, et leur renforcement dans le cadre du plan digues. D'où une première diminution des zones rouges. Ensuite, la deuxième avancée concerne la dynamique des flux. Concrètement, il sera tenu compte de la distance séparant les habitations du trait de côte. Les maisons les plus éloignées des bords de mer ne seront pas logées à la même enseigne que celles qui ont "les pieds dans l'eau". Conséquence directe de cette mesure, les zones rouges des futurs PPRI seront plus proches des terrains ayant été les plus submergés par Xynthia. Enfin, une troisième concession est la prise en compte des seuils des maisons, en lieu et place des cotes de "N.G.F." (nivellement général de la France) des terrains. Autrement dit, l'État prendra en compte la hauteur réelle des habitations.
En conséquence, lors de l'élaboration de la phase projet des PPRIs, les zones bleues gagnent du terrain sur les zones rouges. Il est prévu, durant l'été 2011, des enquêtes publiques pour valider les PPRIs.

### Le développement des PPRN de littoral pour faire face aux submersions marines et à l'érosion
À la suite de la tempête, l'État s'est engagé à créer un plan de prévention des risques par submersions marines. Or, au cours de l'élaboration de ce Plan, il a été décidé de rajouter les risques liés à l'érosion marine. En conséquence, cela a abouti à la création du plan de prévention des risques du littoral. Le 17 février 2011, l'État annonce que 303 communes seront concernées par ce plan et que celles-ci devront l'avoir mis en œuvre pour 2014 au plus tard. Le 2 août 2011, dans une circulaire relative à la mise en œuvre des plans de prévention des risques naturels littoraux, l'État définit les modalités de réalisation du plan et invite les communes, les départements et les régions à le mettre en place.
Les villes de La Faute-sur-Mer et de L'Aiguillon-sur-Mer, étant les plus touchées par la tempête, sont les premières villes où le nouveau plan de prévention des risques naturels de littoral est présenté. Une consultation a lieu du 17 octobre 2011 au 18 novembre 2011 ; elle permet aussi de définir le plan de prévention des risques d'inondations du Lay et le plan communal de sauvegarde des deux communes,.

### Le "plan digues" de 2010
Le gouvernement annonce un plan de renforcement des digues au niveau national. Un pré-rapport portant sur les causes des ruptures des digues devait être rendu public, indiquant les travaux à entreprendre de toute urgence. De plus, d'autres objectifs sont annoncés comme celui d'accélérer les décisions arrêtant les plans de prévention des risques (PPR), mieux faire respecter les PPR dans les décisions individuelles d’urbanisme, sanctionner plus fortement les manquements aux règles édictées, renforcer la prise en compte du risque dans les règles de constructibilité derrière les digues, et améliorer encore le dispositif d’alerte. Dans le cadre de la mission, des éléments de réponse devaient être apportés aux questions suivantes : quelle maîtrise d’ouvrage pour ces digues ? Quelle est la pertinence de la construction de digues en dehors des zones urbanisées ? Et, plus généralement, quelle stratégie de gestion du trait de côte retenir ? Enfin, la mission devait établir une proposition des réfections prioritaires des digues existantes et d’un plan de financement sur cinq ans. Elle pouvait en outre proposer des dispositifs juridiques et financiers pour traiter le cas des immeubles existants à menace importante.

### La reconstruction des digues dans les zones sinistrées
Le maire de la ville de La Rochelle, Maxime Bono, annonce que la promenade de Port-Neuf est remise en état et que plus rien n'y paraît. La ville est prête à recevoir tous ses visiteurs. Dans cette ville, 6,7 millions d'euros de travaux ont été engagés pour reconstruire les digues, refaire les promenades, mais que le total des dommages non assurables représente 18 millions d'euros que la mairie étalerait sur trois exercices. Le maire explique aussi que quatre millions d'euros de dégâts auront été pris en charge par les assurances, mais qu'en premier lieu, la commune n'avait rien reçu de l'État sinon des dossiers à remplir. À La Faute-sur-Mer, plus rien ne rappelle le drame, à part le village fantôme qu'est devenu la zone de lotissements ravagée par les flots.

### Les plans de sauvegarde
Les départements de Charente-Maritime, en 2007, et de Vendée, en 2006, ont adopté chacun un plan de sauvegarde face aux risques majeurs,. Des documents afférents émanent des consignes et procédures d'urgence initiale que mettent/doivent mettre en place les départements. D'abord, en cas d'alerte par "Météo France", sont préconisées trois consignes à respecter d'emblée :
1. se mettre à l’abri ;
2. écouter la radio ;
3. respecter les consignes.

De nouveaux moyens sont également suggérés, fournis ou/et mis en œuvre, pour mieux appliquer son plan de sauvegarde.

### Le renforcement de la vigilance météorologique et des consignes de sécurité
À la suite de la tempête Xynthia, l'échelle de vigilance météorologique de Météo France a été modifiée, en 2011, avec l'ajout du phénomène de "Vagues-submersions".
Au niveau national, des conseils de comportements à donner au public sont préalablement listés, selon le phénomène redouté (ex : vent violent, vague-submersion, pluie-inondation-crue).
En cas d'alerte orange ou rouge, la préfecture du département informe les communes concernées (via leurs mairies), par téléphone ou fax. Chaque commune prévient ensuite sa population particulièrement exposée.
Au niveau local (départemental, communal...), des consignes de sécurité peuvent être arrêtées...
|                       | Alertes météorologiques de niveau orange | Alertes météorologiques de niveau rouge |
| Vent violent          | - "Limitez vos déplacements. Limitez votre vitesse sur route et autoroute, en particulier si vous conduisez un véhicule ou attelage sensible aux effets du vent. - Ne vous promenez pas en forêt (ni sur le littoral). - En ville, soyez vigilants face aux chutes possibles d’objets divers. - N’intervenez pas sur les toitures, et ne touchez en aucun cas à des fils électriques tombés au sol. - Rangez ou fixez les objets sensibles aux effets du vent ou susceptibles d’être endommagés." | - "Dans la mesure du possible : - restez chez vous. - Mettez-vous à l’écoute de vos stations de radios locales. - Prenez contact avec vos voisins et organisez-vous. - En cas d’obligation de déplacement : - limitez-vous au strict indispensable, en évitant en particulier les secteurs forestiers. - Signalez votre départ et votre destination à vos proches. - Pour protéger votre intégrité et votre environnement proche : - rangez ou fixez les objets sensibles aux effets du vent ou susceptibles d’être endommagés. - N’intervenez en aucun cas sur les toitures, et ne touchez pas à des fils électriques tombés au sol. - Si vous êtes riverain d’un estuaire, prenez vos précautions face à de possibles inondations et surveillez la montée des eaux. - Prévoyez des moyens d’éclairage de secours et faites une réserve d’eau potable. - Si vous utilisez un dispositif d’assistance médicale (respiratoire ou autre) alimenté par électricité, prenez vos précautions en contactant l’organisme qui en assure la gestion." |
| Fortes précipitations | - "Renseignez-vous, avant d’entreprendre vos déplacements, et soyez très prudents. - Respectez, en particulier, les déviations mises en place. - Ne vous engagez en aucun cas, à pied ou en voiture, sur une voie immergée. - Dans les zones habituellement inondables, mettez en sécurité vos biens susceptibles d’être endommagés, et surveillez la montée des eaux." | - "Dans la mesure du possible : - restez chez vous ou évitez tout déplacement dans les départements concernés. - En cas d’obligation de déplacement : - soyez très prudents. Respectez, en particulier, les déviations mises en place. - Ne vous engagez en aucun cas, à pied ou en voiture, sur une voie immergée. - Signalez votre départ et votre destination à vos proches. - Pour protéger votre intégrité et votre environnement proche : - dans les zones inondables, prenez d’ores et déjà toutes les précautions nécessaires à la sauvegarde de vos biens face à la montée des eaux, même dans les zones rarement touchées par les inondations. - Prévoyez des moyens d’éclairage de secours et faites une réserve d’eau potable. - Facilitez le travail des sauveteurs qui vous proposent une évacuation, et soyez attentifs à leurs conseils. - N’entreprenez aucun déplacement avec une embarcation sans avoir pris toutes les mesures de sécurité."                                                                             |

Les consignes de sécurité / conseils de comportement individuel face à une submersion marine se trouvent sur cet article. Xynthia a renforcé en consignes majeures les actions de :
- prévoir dans son logement une issue vers le haut, et facilement accessible (en particulier depuis les chambres) par tous, utilisable sans éclairage ni électricité et restant hors d'eau : étage supérieur, toit ;
- s'informer par radio (ou auprès de la mairie) de la montée des eaux [prévoir une marge (survenue plus tôt ou/et plus haut)], des consignes à suivre (évacuation, etc.).

Chaque plan communal de sauvegarde tient compte de ces consignes.